# Nauticaris magellanica
Nauticaris magellanica is een garnalensoort uit de familie van de Hippolytidae. De wetenschappelijke naam van de soort is voor het eerst geldig gepubliceerd in 1891 door A.Milne-Edwards.